# Кордова (Алабама)
Кордоба (енгл. Cordova) град је у америчкој савезној држави Алабама. По попису становништва из 2010. у њему је живело 2.095 становника.

## Демографија
Према попису становништва из 2010. у граду је живело 2.095 становника, што је 328 (13,5%) становника мање него 2000. године.
| Група             | 2000.         | 2010.         |
| Белци             | 2.066 (85,3%) | 1.740 (83,1%) |
| Афроамериканци    | 321 (13,2%)   | 304 (14,5%)   |
| Азијати           | 1 (0,0%)      | 2 (0,1%)      |
| Хиспаноамериканци | 22 (0,9%)     | 15 (0,7%)     |
| Укупно            | 2.423         | 2.095         |